# Stig Engström (Tatverdächtiger)
Stig Folke Wilhelm Engström (* 26. Februar 1934 in Bombay, Britisch-Indien; † 26. Juni 2000 in Täby, Schweden) war ein schwedischer Grafikdesigner. Engström war ein Hauptverdächtiger im Mordfall Olof Palme. Er selbst bestand darauf, nur zufällig am Tatort gewesen zu sein. Im Juni 2020 erklärte der leitende Staatsanwalt Krister Petersson, dass die vorhandenen Indizien für Engström als Täter sprächen. Wegen seines Todes wurden die polizeilichen Ermittlungen 34 Jahre nach dem Mord eingestellt.

## Leben
Engströms Eltern stammten aus Småland; die Familie war 1926 nach Britisch-Indien gezogen, da Engströms Vater von seinem Arbeitgeber, dem Industriellen Ivar Kreuger, beauftragt worden war, dort einen Produktionszweig aufzubauen. Zurück in Schweden absolvierte Engström eine Ausbildung zum Grafikdesigner. In dieser Funktion arbeitete er für die schwedischen Streitkräfte und Sveriges Radio, bevor er Ende der 1960er-Jahre zur Versicherungsgesellschaft Skandia wechselte. Daher wurde er in den schwedischen Medienberichten auch als der „Skandia-Mann“ (schwedisch: Skandiamannen) bekannt – vom nahe gelegenen Hauptsitz der Skandia-Versicherungsgesellschaft aus kommend gehörte er nach eigenen Angaben zu den Ersten am Tatort.
Engström war zweimal verheiratet. Nach dem Scheitern seiner ersten Ehe 1967 heiratete er im Folgejahr erneut. Diese Ehe wurde 1999 geschieden. Im Jahr 2000 starb er im Alter von 66 Jahren durch Suizid. Engströms Mutter starb erst 2013 im Alter von 111 Jahren.

## Zeuge und Verdächtiger im Palme-Mordfall

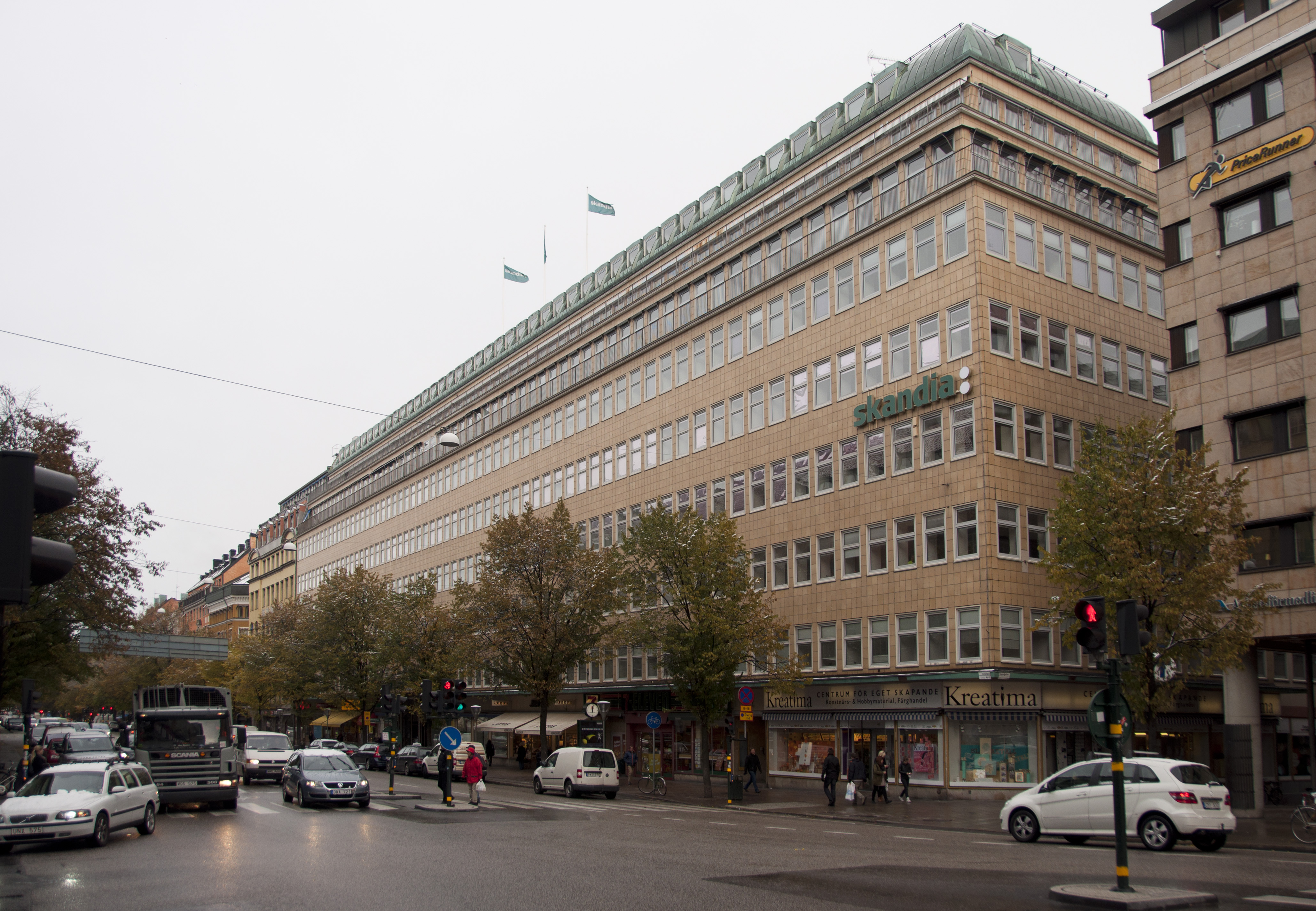
Das Skandiahaus, Engströms Arbeitsplatz. Der Mord an Palme ereignete sich an der Kreuzung an der rechten Ecke des Gebäudes.

Engström gab an, am Abend des Mordes am 28. Februar 1986 lange bei der Arbeit im Skandiahaus geblieben und auf dem Nachhauseweg Zeuge des Mordes geworden zu sein. Da die Details seiner Schilderungen aber nicht immer schlüssig waren und Engström sich teilweise auch selbst widersprach, wurde er von der Polizei bald auch als potenzieller Verdächtiger eingestuft. Die Ermittler stießen auf Alkohol- und Geldprobleme bei dem politisch rechts stehenden und dem Sozialdemokraten Palme gegenüber sehr kritisch eingestellten Engström, der als Sportschütze auch über das für das Attentat nötige Können verfügte. Dessen ungeachtet trat Engström in den folgenden Jahren mehrfach aktiv auf die Polizei und interessierte Medien zu und gab bereitwillig Auskunft über seine Sicht der Dinge. Als die Ermittler ihn nicht zur Teilnahme an einem Rekonstruktionsversuch der Ereignisse einluden, kontaktierte Engström Bekannte aus seiner Zeit beim schwedischen Rundfunk. Mit deren Hilfe inszenierte er seine eigene Rekonstruktion des Vorfalls und äußerte Kritik daran, dass er, der Palme nur habe helfen wollen, nun als Verdächtiger gehandelt werde.
Über viele Jahre wurde Engström von den Ermittlern eher als Wichtigtuer gesehen, der sich den Medien aufdrängte. Dementsprechend schenkte man den Widersprüchlichkeiten in seinen Berichten nicht übermäßige Beachtung. Im Jahr 2018 wiesen die Journalisten Thomas Pettersson und Mattias Göransson in einer Reportage in dem Magazin „Filter“ Ermittlungsfehler nach, die den Verdacht von Engström weggelenkt hatten. Außerdem erstellten sie anhand der zugänglichen Polizeiakten eine Indizienkette, welche eine Täterschaft Engströms nahelegte. Im selben Jahr bestätigte die Staatsanwaltschaft neue Ermittlungen gegen Engström. Obwohl es nicht gelang, den Verdacht mit endgültigen Beweisen zu erhärten, verkündete die Staatsanwaltschaft am 10. Juni 2020, dass die vorhandenen Indizien eine Täterschaft des verstorbenen Engströms sehr wahrscheinlich machten, und stellte damit die Ermittlungen ein.
Im Jahr 2021 veröffentlichte Netflix die schwedische Miniserie Der unwahrscheinliche Mörder, die sich an dem gleichnamigen Buch von Thomas Pettersson orientierte und Stig Engström als den Mörder Olof Palmes darstellte. Die Rolle übernahm der schwedische Schauspieler Robert Gustafsson. In der schwedischen Öffentlichkeit kam es zu einer Debatte, ob diese Darstellung, ohne dass Engström die Tat je nachgewiesen wurde, statthaft sei.